# León-Matallana
León-Matallana (hiszp: Estación de León-Matallana) – stacja kolejowa w León, w prowincji León, we wspólnocie autonomicznej Kastylia-León, w Hiszpanii. Zbudowana w 1923 roku funkcjonowała aż do 1983, kiedy to została zamknięyta. Ponownie otwarto ją w 1993 i służy do dziś. Obsługuje pociągi wąskotorowe FEVE.